# Powiat Kysucké Nové Mesto
Powiat Kysucké Nové Mesto (słow. okres Kysucké Nové Mesto) – słowacka jednostka podziału administracyjnego znajdująca się w kraju żylińskim. Powiat Kysucké Nové Mesto zamieszkiwany był przez 33 778 obywateli (w roku 2001), zajmuje obszar 174 km². Średnia gęstość zaludnienia wynosi 194,13 osób na km².